# ONE OUTS
《ONE OUTS》는 일본의 만화 잡지 《비즈니스 점프》에서 카이타니 시노부가 연재한 스포츠 만화 및 2008년 방영한 동명의 애니메이션을 칭하는 말이다. 만화 《ONE OUTS》는 1999년부터 연재를 시작했으며 단행본으로는 일본 기준 2009년 20권으로 완결되었다. 그리고 애니메이션 《ONE OUTS》는 매드하우스가 제작하였으며 2008년 ~ 2009년에 방영되었다.

## 개요
원아웃은 악마와 같은 냉철한 판단력과 승부욕으로 고등학교 투수 수준의 공을 갖고도 리카온즈를 일본 프로야구 우승으로 이끄는 토구치 토아라는 투수를 중심으로 그려진 스포츠 만화다. 대개의 스포츠 만화가 엄청난 재능을 가진 주인공이 노력과 고난을 통해 정상에 오른다는 전형적인 면을 띄는 반면 원아웃은 작가가 자신의 만화가 야구만화에 대한 안티테제라 할 정도로 이러한 전형성을 벗어난다.

## 줄거리
리카온즈의 4번타자이자 무관의 제왕인 코지마 히로미치는 동계 훈련을 위해 오키나와로 떠난다. 오키나와에서 그는 토구치 토아라는 투수를 만난다. 그는 기껏해야 시속 110~120km의 직구밖에 던지지 못하지만, 뛰어난 제구력과 타자들의 심리를 꿰뚫는 냉철한 통찰력으로 원아웃이라는 도박 야구에서 한 번도 져본 적이 없다. 토아의 재능을 알아본 코지마는 토아와의 서로의 팔을 건 내기 야구에서 이긴 후 그를 팀을 우승시키기 위해 리카온즈로 데려간다. 리카온즈의 가장 큰 문제점이 구단주라는 것을 파악한 토아는 구단주와 원아웃 계약이라는 매우 불리한 옵션 계약을 맺는다.

## 등장인물

### 주요 인물
토구치 토아(渡久地 東亜)
토아는 도박을 통해 강한 정신력과 사람의 심리를 읽고 조정하는 방법을 익힌 전문 도박사다. 처음으로 원아웃이라는 도박 야구에서 코지마에게 진 토아는 약속대로 리카온즈에 입단한다. 리카온즈에서 원아웃 계약이라는 어마어마한 액수의 옵션 계약을 맺은 토아는 타자들에게 안타도 내주지 않는 뛰어난 투구를 계속하며 팀의 에이스로 자리잡는다.
코지마 히로미치(児島 弘道)
코지마는 일본 프로야구 팀 사이쿄 사이타마 리카온즈의 4번 타자다. 훈련 캠프에서 연습을 도와주던 2군 투수인 나카네가 도박 야구로 돈을 잃자 토아를 찾아가 승부해서 진 후 토아와 그의 재능을 알게 된다. 코지마는 패배 후 정신력 훈련을 위해 숲으로 들어가 장작을 팬다. 토아에게 각자의 팔을 건 내기 야구를 신청한 후 산 속에서 부상을 당하나 부상에도 불구하고 토아에게 처음으로 패배를 안겨준다. 토아의 팔을 부러뜨리는 대신 그에게 리카온즈의 투수가 되어 팀을 우승으로 이끌어 달라고 부탁하여 토아를 리카온즈로 데려온다.
사이카와 츠네오(彩川 恒雄)
리카온즈의 구단주이다. 리카온즈를 금년 수익의 10배 가격에 매각하기 위해 리카온즈의 성적에는 무관심한 채 오로지 금년의 지출을 줄이는데 매진한다. 토구치 토아와의 원아웃 계약으로 지출을 더욱 줄이려고 하지만 오히려 파산하고 구단은 토아의 손으로 넘어간다.

### 기타 인물
미하라 유자부로(三原 雄三郎)
리카온즈의 감독이다. 사이카와의 명령에 무조건 복종하며 무능력하다. 토아의 충동질에 한 번 사이카와의 명령을 어기나 그 이후로는 구단주의 명령을 충실히 따른다.
이데구치 사토시(出口 智志)
리카온즈의 포수로 처음 토아의 투구를 보았을 때는 실망하나 경기에서 공을 잡으며 토아의 재능을 알게 된다.
카와나카 준이치(河中 純一)
핑거스의 에이스이자 작년 신인상 수상자이다. 토아의 첫 경기 때 리카온즈를 상대로 선발로 나와 1점 밖에 내주지 않으나 패전한다. 핑거스에서 가장 빨리 토아의 재능을 알아보며 만화 중반에 마리너즈로 이적된다.
타카미 이츠키(高見 樹)
마리너즈의 4번 타자로 일본 프로야구에서 가장 뛰어난 동체시력을 자랑한다. 토구치를 상대로 처음 홈런을 치며 토구치를 이기기 위해 여러 방책을 세우나 결국에는 토구치와의 승부에 너무 집착하여 리카온즈에게 리그 우승을 빼앗긴다.